# まるかつ
まるかつは、株式会社上上が経営する2013年創業の奈良県奈良市神殿町にあるとんかつ店である。
無料食堂などのキャンペーンで「人情あふれる奈良のとんかつ店」として知られている。創業者は店長の金子友則で、「笑顔と元気になる店」をモットーに、「ちょっとでも笑顔になってくれれば」という思いを胸に様々な取組みを行いながら営業している。

## 店名の由来
毎日新聞によると「まるかつ」という店名は、店長の金子が「丸紅とか大きな会社が『まる』を使っており、それに『かつ』の文字を加え」る形で、名付けたという。

## 様々な取組み

### 折込チラシ
開店当初は価格設定を安くしすぎたために赤字を出し続けたことから、価格を見直しメニューを絞ったところ、今度は客足が激減したまるかつ。その苦境を打開する契機となったのが『本当は焼肉屋がやりたかったバカなとんかつ屋から奈良のご近所のみなさまへ』という１枚の新聞折込チラシだった。印刷代金を節約するため、黒一色で「一生懸命働いても赤字です」「味に納得してもらえている自信はあります」等と書いた文字だけの折込チラシが話題となり、近隣住民を中心に来客数が増加し、経営改善につながったという。まいどなニュースでは「メニュー写真すらないチラシ」が話題となった理由は、偽らざる本音を「程よい低姿勢」で綴った言葉の力だろうと分析している。

### 青いコロッケと黒いコロッケ
2018年4月より、青いコロッケ（280円）と黒いコロッケ（320円）の販売を始めたところ、話題となった。従来より販売しているプレーンタイプのコロッケ（240円）をベースに、花の色素やイカスミ、ポルチーニを加えて作成したものだという。店長の金子は「びっくりして、喜んでもらいたい」との思いで、約半年をかけて制作したという。なお、青いコロッケは東大寺の大仏の螺髪の色や正倉院の宝物紺玉帯を、黒いコロッケは伝統工芸品の奈良墨をモチーフにしたという。

### 豪雪被害お見舞い半額キャンペーン
2018年、豪雪による被害を受けた福井、石川、富山、新潟の県民を対象に全品半額キャンペーンを実施した。店長の金子が産経新聞に語ったところによると「福井県は、店のメニューにもあるソースカツ丼が有名。スノーボードやジェットスキーをするために訪れたこともあるし、何かできないか」と思い、このキャンペーンを始めたとのことである。

### まるかつ無料食堂
2018年5月4日より、まるかつ無料食堂を開始する。産経新聞や京都新聞によるとこの事業は店長の金子が「目の前で困っている人を放っておけない。食だけでもサポートしたい」、「世の中、お互いさま。元気を出すきっかけにしてほしい」との思いで始めたものであり、また奈良新聞によると「経営に問題が生じない限り、取り組みを続ける」としている。なお、この事業を開始するに当たり、ツイッターで告知すると２万件以上の「いいね」と応援メッセージが寄せられたという。

### コロナ禍渦中のお代官様への「賄賂」
2020年、中華人民共和国を起源とする新型コロナウイルス感染症が感染拡大する中、まるかつは同年3月末以降一時的にテイクアウト専門店に業態を変更した。同店では、これまでもテイクアウトを行っていたものの、メニューを顧客の帰り際にレジで手渡そうとしても受け取らない者が多くいたため、対策としてクーポン券とメニュー等を一つの封筒に入れ、「賄賂」として提供することとした。店長の金子は、顧客に手渡す際、「お代官様、賄賂でございます」と言いながら来店客と小芝居をしたりする等しており、渡された顧客も、その多くが笑顔になるという。この取組みはツイッター等でも話題となったという。

## 歴史
- 2014年（平成26年） - 金子友則が、奈良県奈良市神殿町にて、豚カツ店「まるかつ」を開店[12]。
- 開店後数年間 - 4度の倒産の危機があり、借金は最大5,000万円を抱えたことがあった[11][12]。「折込チラシ」も参照のこと。
- 2018年（平成30年）
  - 2月7日 - 前年の11月以来平成30年の大雪による被害が著しい福井県・石川県・富山県・新潟県の県民を対象に2月7日から5月末までの間、全品半額キャンペーンを実施した[1]。
  - 4月 - 青いコロッケと黒いコロッケの発売[7]。
  - 5月4日 - まるかつにて、食事が満足に摂れない生活困窮者を対象とした慈善活動「まるかつ無料食堂」が始まる[1][8][9]。この活動は後に大きな反響を得た[13]。
  - 7月 - エビフライの海老を従来より大きいものに変更する[11]。しかし告知せずにいたため、サイズ拡大から1週間が過ぎても客には気付いてもらえなかったため、店長の金子が自身の背中に告知広告を貼ったところ、Twitterで話題となり、顧客が増えたという[11]。これを受け、金子はエビフライを楽しみに来店する顧客のため、海老のサイズをさらに大きくした[11]。
- 2020年（令和2年）
  - 3月30日 - ウイルス感染防止を目的とした外食の自粛が全国で続くなか、まるかつは業態を一時的にテイクアウト専門店へと切り替える[10][11]。また、金子店長は、テイクアウトに対応したクーポン券やメニュー表などを客に確実に受け取ってもらえるよう工夫を凝らし、クーポン券など一式を「賄賂」と称しつつ告知・訴求するユーモアで好評を博す[10][11]。「コロナ禍渦中のお代官様への「賄賂」」にて詳説。
  - 4月27日 - NHKのドキュメンタリー番組『逆転人生』にて、金子友則の人生をテーマとした放送回「SNSがつないだ とんかつ店の奇跡」が放送される[12]。
- 2021年（令和3年）
  - 2月25日 - 奈良県生駒市の「ヒルステップ生駒」内にて「生駒店」を2号店として開店[5]。
  - 3月9日 - 「TEDx Talks」において、店長の金子が「倒産寸前から復活したとんかつ店の秘密」と題して講演した模様が動画サイトで公表される[11]。
  - 4月12日 - この日、奈良県内で開かれた東京五輪聖火リレーにおいて、店長の金子が走者を務めた[13]。

## 代表者
- 代表者：金子友則
  - 株式会社上上 及び「まるかつ」の創業者[11]。株式会社上上 代表取締役社長。「まるかつ」自称イケメン店長[11]。1976年（昭和51年）生まれ、京都府出身[11][14][13]。
  - 高校卒業後、奈良県内の焼肉店に就職し、約17年間修業を積んだ[1][13]。その後、2014年に豚カツ店「まるかつ」を開業[1]。同店の全国展開を夢に描いている[14]。